# Spider-Man: Into the Spider-Verse
Spider-Man: Into the Spider-Verse är en amerikansk animerad superhjältefilm om Marvel Comics-figuren Miles Morales. Filmen är regisserad av Bob Persichetti, Peter Ramsey och Rodney Rothman. Filmen hade biopremiär den 14 december 2018.
På Oscarsgalan 2019 vann filmen för Bästa animerade film, och den blev därmed den första filmen som inte gjordes av vare sig Disney eller Pixar sedan Rango (2011) att vinna Oscar för den kategorin, den första filmen att slå både Disney och Pixar samtidigt för den kategorin och den första Bästa animerade film-vinnaren som tävlade mot en Disney- eller Pixarfilm sedan Happy Feet (2006).
En uppföljare, Spider-Man: Across the Spider-Verse, släpptes 2023.

## Handling
Tonåringen Miles Morales kämpar för att leva upp till förväntningarna hos sin far, polisen Jefferson Davis som ser Spider-Man som ett hot samtidigt som han mot sin vilja blivit flyttad till en internatskola i Brooklyn. För att komma bort från sin tuffa vardag besöker han sin farbror Aaron Davis som tar honom till en övergiven tunnelbanestation för att måla graffiti. På väg tillbaka blir Miles biten av en radioaktiv spindel och får spindelliknande förmågor som liknar Spider-Mans.
När han återvänder till stationen upptäcker Miles en Super-Kolliderare byggd av Kingpin som hoppas få tillgång till parallella universum för att få tillbaka sin döda fru och son som han beskyller Spider-Man för att ha dödat. Miles tittar på när Spider-Man försöker inaktivera kollideraren medan han kämpar mot Kingpins vakter, Green Goblin och Prowler. Spider-Man räddar Miles men Green Goblin håller Spider-Man i kollideraren vilket orsakar en explosion som dödar Green Goblin och skadar Spider-Man allvarligt. Han ger Miles ett USB-minne för att inaktivera kollideraren och varnar för att maskinen kan förstöra staden om den återaktiveras. Miles flyr från Prowler när han med skräck sett när Kingpin dödat Spider-Man.
När staden sörjer Spider-Mans död försöker Miles hedra hans arv och bli New Yorks nästa superhjälte. Han får dock inte kontroll på sina förmågor och när han övar så skadar han USB-enheten. Vid Spider-Mans grav möter Miles Peter B. Parker, en äldre sliten version av Spider-Man från en annan dimension. När han träffar honom upptäcker Miles sin förmåga att avge elektriska stötar. Peter går motvilligt med på att träna Miles i utbyte mot hjälp med att stjäla data för att skapa en ny enhet. De infiltrerar Kingpins forskningsanläggning samtidigt som Miles upptäcker att han har förmågan att bli osynlig. De konfronteras av forskaren Olivia Octavius (en alternativ version av Dr Octopus) som avslöjar att Peter kommer att tyna bort om han förblir i deras dimension.
Miles och Peter jagas genom laboratoriet och den omgivande skogen av Octavius men räddas av Gwen Stacy, en spindelkvinna från en annan dimension. Hon för dem till Peters moster, May Parker som gömmer fler hjältar från andra dimensioner - Spider-Man Noir, Peni Parker och Spider-Ham. Miles erbjuder sig att inaktivera kollideraren så att de andra kan återvända hem men hjältarna tvivlar på honom då han saknar erfarenhet. Sårad drar sig Miles tillbaka till Arons hem samtidigt som hans pappa försöker ringa honom. Hemma hos Aaron upptäcker han att Aaron är Prowler. Miles hinner precis undan innan Prowler upptäcker honom och återvänder till Mays hus där Peni har slutfört den nya enheten; Till sin förvåning har han förföljts av Kingpin, Prowler, Octavius, Scorpion och Tombstone. I påföljande strid fångas Miles av Aaron och demaskerar sig själv. Aaron som inte kan döda Miles släpper honom men blir skjuten av Kingpin. Miles flyr med Aaron som uppmuntrar honom att fortsätta på samma spår innan han dör av sina skador. Jefferson anländer till platsen och Miles flyr vilket får hans far att tro att Spider-Man dödade Aaron.
Hjältarna omgrupperar vid Miles sovrum på internatet och meddelar honom att Peter tar Miles plats att inaktivera kollideraren då de tvivlar på hans förmåga att överleva. Efter att de lämnat Miles kvar fastbunden anländer Jefferson utanför Miles dörr. Jefferson antar att Miles ignorerar honom och ber om ursäkt för sina misstag samt försöker förklara att Aaron dött. Miles lär sig då att behärska sina krafter och åker till May för att låna Peters dräkt men målar om den. Han följer efter hjältarna och tillsammans besegrar de Kingpins vakter och använder USB-enheten för att skicka dem hem. Kollideraren som orsakat ett antal jordbävningar lockar dit polisen och bland annat Jefferson. När Miles skickat hem alla bekämpar han Kingpin ensam samtidigt som Jefferson ser på. Kingpin är dock mycket starkare och slår ner Miles. Jefferson lyckas uppmuntra Spider-Man att resa sig och han förlamar Kingpin med sin elektriska stöt och kastar honom mot strömbrytaren vilket förstör kollideraren.
Kingpin och hans vakter arresteras och Miles och Jefferson pratar via telefon där Jefferson förklarar vad han menade vid dörren samt förklarar att Aaron dött. Miles lägger på och pratar med Jefferson som Spider-Man istället och Jefferson erkänner Spider-Man som en hjälte.
Medan Miles tar sitt ansvar för sitt nya liv som hjälte återvänder hjältarna till sina liv; Peter förbereder sig för att fixa sitt förhållande med Mary Jane och Gwen hittar ett sätt att kontakta Miles över dimensionerna.